# Eberhard Jäckel
Eberhard Jäckel (Wesermünde, 29 giugno 1929 – Bühlerhöhe, 15 agosto 2017) è stato uno storico tedesco.
Le sue opere più importanti vertono sul ruolo di Adolf Hitler nella storia contemporanea. È morto il 15 agosto 2017 a 88 anni nella clinica Max Grundig di Bühlerhöhe, nella Foresta Nera settentrionale ed è stato sepolto il 23 agosto nel cimitero di Birkacher.

## Biografia
Eberhard Jäckel si laureò presso le università di Gottinga, Tubinga, Friburgo in Brisgovia, Gainesville e Parigi. Dopo aver conseguito il dottorato, nel 1955 divenne professore associato presso l'università di Friburgo. Si abilitò con il saggio La Francia nell'Europa di Hitler (1961). Nel 1961 fu ricercatore di Storia moderna e contemporanea all'università di Kiel. Dal 1967 al 1997 fu professore ordinario di Storia contemporanea presso l'università di Stoccarda. Ha anche insegnato nelle università della Florida, di Oxford e di Tel Aviv. Dal 1967 Eberhard Jäckel si era iscritto nelle liste del Partito Socialdemocratico di Germania (SPD). Dal 1994 al 1999 è stato presidente del comitato consultivo scientifico della Buchenwald and Dora-Mittelbau Concentration Camp Memorials Foundation.

## Pensiero
Nel saggio La Francia nell'Europa di Hitler Jäckel mostra in particolare che il modo in cui i Tedeschi trattarono la Francia dal 1940 al 1944 era in linea con le idee sviluppate da Hitler sin dal Mein Kampf e che le diverse autorità preposte all'occupazione della Francia (Wehrmacht, SS, Ministero degli Affari Esteri) potevano avere orientamenti contraddittori. Tradotta in francese, è la prima opera che si basa sugli archivi tedeschi. Come notò Stanley Hoffmann nella sua prefazione a La Francia di Vichy di Robert Paxton, Jäckel sostenne prima di Paxton che Hitler non volle mai collaborare con la Francia. Ma le sue ripercussioni in Francia sono di portata inferiore all'opera di Paxton, pubblicata cinque anni dopo.
Autore di numerosi libri sul Nazismo e sull'Olocausto, si colloca tra gli storici "intenzionalisti", i quali asseriscono che Hitler abbia ideato il progetto di sterminio degli ebrei prima dello scoppio della Seconda guerra mondiale e non dopo. Dimostrò inoltre che Hitler aveva costruito un vero e proprio sistema ideologico. Jäckel considera il dittatore tedesco come l'equivalente storico del disastro di Černobyl'.

## Opere pubblicate (in ordine cronologico)
- Experimentum rationis: Christentum und Heidentum in der Utopia des Thomas Morus, Freiburg im Breisgau, 1955.
- Die deutsche Frage 1952-56, 1957.
- Die Schleswig-Frage seit 1945, 1959.
- Frankreich in Hitlers Europa – Die deutsche Frankreichpolitik im Zweiten Weltkrieg, Deutsche Verlags-Anstalt GmbH, Stuttgart, 1966.
- Hitlers Weltanschauung, 1969.
- Deutsche Parlamentsdebatten, 1970-1971.
- Hitlers Weltanschauung, Deutsche Verlags-Anstalt. Stuttgart 1972. Traduzione italiana di Maria Donatella Ponti: La concezione del mondo in Hitler, Longanesi & C., Milano, 1972.
- (con E. Weymar) Die Funktion der Geschichte in unserer Zeit, E. Klett, Stuttgart, 1975.
- Hitler. Sämtliche Aufzeichnungen 1905-1924, Deutsche Verlags-Anstalt, Stuttgart, 1980.
- Hitler in History, University Press of New England, Lebanon, 1984.
- Hitlers Herrschaft. Vollzug einer Weltanschauung, 1986.
- Umgang mit Vergangenheit, 1989.
- (con L. Rosh) Der Tod ist ein Meister aus Deutschland. Deportation und Ermordung der Juden, Kollaboration und Verweigerung in Europa, Hoffmann und Campe, Hamburg 1990.
- David Irving's Hitler: A Faulty History Dissected, Two Essays, Ben-Simon Publications, 1993.
- (con P. Longerich e J. H. Schoeps) Enzyklopädie des Holocaust. Die Verfolgung und Ermordung der europäischen Juden, Argon, Berlin, 1993.
- Das deutsche Jahrhundert. Eine historische Bilanz, 1996.
- Ein deutsches Denkmal: Der Streit um das Denkmal für die ermordeten Juden Europas, 1999.
- (con O. D. Kulka) Die Juden in den geheimen NS-Stimmungsberichten 1933-1945, Droste, Düsseldorf, 2004.
- Der Tisch der Dreizehn. Eine Geschichte, Steinkopf, Stuttgart, 2009.

## Riconoscimenti
- Nel 1990 egli ricevette, con la sua collaboratrice Lea Rosh, il Premio fratelli Scholl (Geschwister Scholl Preis) per il suo lavoro sulla deportazione degli ebrei in Europa Der Tod ist ein Meister aus Deutschland.
- Dal 1995 era membro a pieno titolo dell'Accademia delle Scienze di Heidelberg.
- Nel 2001 gli venne conferita la croce al merito di guerra della Repubblica Federale di Germania per il suo lavoro nella costruzione del Memoriale per gli ebrei assassinati d'Europa, inaugurato nel 2005 a Berlino.
- È stato membro straniero dell'Accademia polacca delle scienze.